# عداوى مرتبطة بالأمراض
العداوى مرتبطة بالأمراض هي تلك المرتبطة بالأمراض المعدية المحتملة، والتي تلبي متطلبات مسلمات كوخ. يتم وصف الطرق الأخرى من السببية بمعايير برادفورد هيل والطب المبني على الأدلة. تم تغيير افتراضات كوخ بواسطة بعض علماء الأوبئة بناءً على الكشف المتسلسل لتسلسل الحمض النووي الممرض المميز في عينات الأنسجة. باستخدام هذه الطريقة، لا يمكن دائمًا استخدام العبارات المطلقة فيما يتعلق بالعلاقة السببية. نظرًا لأن هذا صحيح، فإن الكميات الأعلى من متواليات الحمض النووي المُمْرِض المميزة ستكون في أولئك الذين يظهرون المرض مقارنةً بالأشخاص الضوابط لأن تلقيح تلك التي لا تحتوي على مسببات الأمراض أمر غير أخلاقي. بالإضافة إلى ذلك، يجب أن ينخفض الحمل الحمض النووي أو يصبح أقل مع حل المرض. يجب أن يزيد الحمل المتسلسل للحمض النووي الممرض المميز أيضًا عند الانتكاس.
يتم استيفاء شروط أخرى لإثبات وجود سبب أو ارتباط بما في ذلك دراسات حول انتقال المرض هذا يعني أنه يجب أن يكون هناك ارتفاع في حدوث المرض في أولئك الذين يحملون مسببات الأمراض، ودليل على الاستجابة المصلية لمسببات الأمراض، ونجاح الوقاية بالتطعيم. يجب أن يؤخذ في الاعتبار التصور المباشر للمسببات المرضية، وتحديد السلالات المختلفة، والاستجابات المناعية في المضيف، وكيفية انتشار العدوى، والجمع بين هذه العوامل لتحديد احتمال أن يكون العامل المعدي هو سبب المرض. من المطلوب تحديد نهائي لدور سببي للعامل المعدي في مرض معين باستخدام افتراضات كوخ، لكن هذا قد لا يكون ممكنًا.
السبب الرئيسي للوفاة في جميع أنحاء العالم هو أمراض القلب والأوعية الدموية، والأمراض المعدية هي السبب الرئيسي الثاني للوفاة في جميع أنحاء العالم والسبب الرئيسي للوفاة بين الرضع والأطفال.

## أسباب أخرى
الأسباب الأخرى أو ارتباطات المرض هي: نظام المناعة، والسموم البيئية، والتعرض للإشعاع، وخيارات النظام الغذائي ونمط الحياة، والإجهاد، والأسباب الوراثية. قد تكون الأمراض أيضا متعددة العوامل، والتي تتطلب عوامل متعددة لحدوث المرض. على سبيل المثال: في نموذج الفئران، يمكن أن يحدث مرض كرون بواسطة فيروس نوروفي، ولكن فقط عندما يكون كل من متغير جيني معين موجود وسم معين يتلف الأمعاء.

## قائمة الأمراض المرتبطة بالبكتيريا والفيروسات المعدية
هذه قائمة بالأمراض الأكثر شيوعًا والمعروفة المرتبطة بمسببات الأمراض المعدية وليس المقصود منها أن تكون قائمة كاملة.
| الربو                      | يرتبط الالتهاب الرئوي بالميكوبلازما والالتهاب الرئوي بالكلاميديا مع ظهور أعراض الربو. |
| أمراض المناعة الذاتية      | وترتبط أمراض المناعة الذاتية بالعدوى بالتهاب الميكورينسيا والايدز و بكتيريا الدرن. يرتبط مرض الغدة الدرقية المناعي الذاتي بفيروس ابستاشن بار. |
| السرطان                    | يرتبط سرطان الشرج بفيروس الورم الحليمي البشري. يمكن للديدان البلهارسيا أن تسبب سرطان المثانة. يرتبط سرطان الثدي بفيروس الورم الثديي وفيروس ابستاشن بار وفيروسات الورم الحليمي البشري. ترتبط أورام الغدد بالإصابة بعدوي الفيروسات المعوية. يمكن أن تسبب فيروسات الورم الحليمي البشري سرطان عنق الرحم. يرتبط سرطان المرارة ببكتيريا التيفود. يرتبط سرطان الغدد الليمفاوية هودجكين بفيروس إبستين بار وفيروس التهاب الكبد الوبائي وفيروس نقص المناعة البشرية. يمكن أن يسبب فيروس ساركوما كابوسي سرطان العظام كابوسي وفيروس نقص المناعة البشرية. يمكن أن يسبب فيروس التهاب الكبد بي وفيروس التهاب الكبد الوبائي سي والبلهارسيا اليابانية سرطان الخلايا الكبدية. يرتبط سرطان الرئة بالبكتريا الكلاميديا، وبفيروسات الورم الحليمي البشري، وبفيروس خلايا ميركل. يمكن أن يسبب فيروس ابساتين بار سرطان البلعوم الأنفي. يرتبط فيروس نقص المناعة البشرية وفيروس سيمان 40 بسرطان الغدد الليمفاوية غير هودجكين. ويرتبط سرطان المعدة ببكتيريا هيليكوباكتر بيلوري. يرتبط سرطان المبيض بفيروس النكاف. ترتبط الأورام الجلدية بفيروسات الورم الحليمي البشري. سرطان الخلايا الحرشفية يرتبط بفيروسات الورم الحليمي البشري. يرتبط سرطان البنكرياس بفيروس التهاب الكبد ب والبكتريا هيليكوباكتر بيلوري. يمكن أن يكون سبب سرطان البلعوم فيروسات الورم الحليمي البشري. |
| متلازمة التعب المزمن       | ترتبط متلازمة التعب المزمن (المعروف أيضًا باسم التهاب الدماغ النخاعي العضلي) بالفيروسات المعوية (مثل فيروس كوكساكي ب) وفيروس الهربس البشري 6 البديل A وفيروس الهربس البشري 7 وفيروس صغير ب 19. تعد بكتريا الكلاميديا من الأسباب المعروفة لمتلازمة التعب المزمن (يمكن للمضادات الحيوية علاج هذه الأشكال البكتيرية من متلازمة التعب المزمن). |
| نزلة البرد                 | يعرف نزلات البرد أيضًا بالتهاب الأنف الحاد، وتسببه العدوى الفيروسية. الجهود لتطوير اللقاحات مستمرة. |
| مرض الشريان التاجي         | يرتبط مرض الشريان التاجي بفيروس الهربس البسيط 1 والبكتريا الكلاميديا الرئوية. |
| الخرف                      | يرتبط الخرف بنوع فيروس الهربس البسيط 1، وفيروس الهربس البسيط من النوع 2، والفيروس المضخم للخلايا، وفيروس النيل الغربي، وفيروس بورنا، وفيروس نقص المناعة البشرية. يرتبط الخرف أيضًا بالدودة الشريطية التي تصيب لحم الخنزير، وبكتيريا البوريليا. |
| اضطراب اكتئابي             | يرتبط الاكتئاب بالفيروس المضخم للخلايا وفيروس النيل الغربي، والطفيليات البدائية توكسوبلازما جوندي. من المعتقد أن الاكتئاب قد يعجل بتأثير الإشارات المناعية (مثل السيتوكينات المؤيدة للالتهابات) التي تصل إلى المخ من التهابات الموجودة في محيط الجسم. يرتبط اضطراب الاكتئاب الشديد ببكتيريا من نوع البارسونيلا وبوريليا. يرتبط الاضطراب العاطفي الموسمي بفيروس إبشتاين بار. |
| السكري من النوع الأول      | يرتبط داء السكري من النوع الأول بالأنواع الفيروسية من جنس الفيروس المعوي، وتحديداً فيروس الصدى 4 وفيروس كوكساكي ب (هذا الأخير قد يعتقد أنه يصيب ويدمر خلايا بيتا المنتجة للأنسولين في البنكرياس و أيضا تلف هذه الخلايا عن طريق آليات المناعة الذاتية غير المباشرة). وجدت إحدى الدراسات أن فيروس كوكساكي ب يرتبط بزيادة خطر الإصابة بالمناعة الذاتية لخلايا بيتا التي تنذر بالسكري من النوع الأول، على الرغم من أن فيروسات كوكاساكي ب3 و ب6 قد تم ربطها بانخفاض خطر حدوث المناعة الذاتية (ربما بسبب الحماية المناعية المتصالبة ضد فيروس كوكاساكي ب1). |
| داء السكري من النوع 2      | يرتبط السكري من النوع 2 بالفيروس المضخم للخلايا وفيروس التهاب الكبد الوبائي والفيروسات المعوية. |
| اعتلال عضلة القلب التوسعي  | يرتبط اعتلال عضلة القلب التوسعي بالفيروسات المعوية مثل فيروس كوكساكي ب. |
| الصرع                      | يرتبط الصرع بفيروس الهربس البشري 6. |
| سيلان (مرض)                | الرجال الذين أصيبوا بعدوى السيلان لديهم خطر الإصابة بسرطان البروستاتا. |
| متلازمة غيلان باريه        | ترتبط متلازمة غيلان باري ببكتيريا كامبيلوباكتر جيجني، ومع فيروسات الفيروس المضخم للخلايا والفيروس المعوي. |
| متلازمة القولون المتهيج    | ترتبط متلازمة القولون العصبي (IBS) ببكتريا الايشرشيا كولاي المعوية 68، وطفيلي البروتوزوان جيارديا لامبلا، وسلالات مسببة للأمراض من طفيليات بروستوزوان هومين. تظهر متلازمة القولون العصبي لدى المصابين بفيروس نقص المناعة المكتسبة. |
| آلام أسفل الظهر            | ترتبط آلام أسفل الظهر بعدوى القرص الفقري بالبكتيريا اللاهوائية، وخاصة بكتيريا بروبيونية عدية. |
| ذئبة حمامية شاملة          | ترتبط الذئبة الحمامية الشاملة بالفيروس صغير ب19, وفيروس إبشتاين-بار, والفيروس المضخم للخلايا. |
| داء لايم                   | يرتبط داء لايم بالعدوي ببوريليا مياموتو, و ريكتسيا. |
| متلازمة أيضية              | ترتبط المتلازمة الأيضية بالبكتريا المتدثرة الرئوية والملوية البوابية وفيروس مضخم للخلايا فيروس فيروس الهربس البسيط 1. |
| تصلب متعدد                 | يرتبط التصلب المتعدد -داء مزيل للميالين- بفيروس إبشتاين-بار (ويرتبط بشدة بهذا الفيروس) وفيروس هربسي بشري 6 وفيروس جدري الماء النطاقي وبكتريا متدثرة رئوية. |
| نوبة قلبية                 | Myocardial infarction (heart attack) is associated withترتبط النوبة القلبية بالمتدثرة الرئوية والفيروس المضخم للخلايا وفيروس كوكساكي ب (فيروس معوي). (يرتبط فيروس كوكساكي ب بالموت المفاجئ غير المتوقع بسبب التهاب عضلة القلب). |
| سمنة                       | ترتبط السمنة بالفيروس الغدي 36، والذي يوجد في 30% من الأشخاص الذين يعانون من السمنة المفرطة، ولكن فقط في 11% من الناس الذين لا يعانون من السمنة المفرطة. وقد ثبت كذلك أن الحيوانات المصابة تجريبياً بفيروس الغدة الكظرية 36 (أو الغدة 5، أو الغدة 37) تزيد من الإصابة بالسمنة. حيث يؤدي التعبير عن جين adenovirus E4orf1 إلى تشغيل كل من إنزيمات الخلية المنتجة للدهون ويحرض أيضًا على توليد خلايا دهنية جديدة. تشير الدلائل إلى أن السمنة يمكن أن تكون مرضًا فيروسيًا، وأن وباء السمنة في جميع أنحاء العالم الذي بدأ في الثمانينيات قد يكون جزئيًا بسبب العدوى الفيروسية. ترتبط السمنة أيضًا بارتفاع مستويات الأمعاء لبعض أنواع بكتيريا متينات الجدار بالنسبة إلى بكتيريا العصوانيات. يميل الأفراد الذين يعانون من زيادة الوزن إلى وجود مزيد من بكتيريا (والمطثية والمكورة عنقودية والعقدية والملوية البوابية) في أمعائهم، في حين يميل الأفراد ذوو الوزن الطبيعي إلى زيادة بكتيريا العصوانيات |
| اضطراب وسواسي قهري         | يرتبط اضطراب الوسواس القهري ببكتريا المكورات والبوريلا. |
| اضطراب الهلع               | يرتبط اضطراب الهلع ببكتيريا من أنواع البوريلا والبارتونيلا. |
| مرض باركنسون               | يرتبط مرض الشلل الرعاش بفيروس الأنفلونزا أ، وكذلك طفيل التوكسوبلازما جوندي. |
| الصدفية                    | ويرتبط الصدفية مع العدوي هيليكوباكتر بيلوري. |
| التهاب المفاصل الروماتويدي | يرتبط التهاب المفاصل الروماتويدي بالفيروس B19. |
| الغرناوية                  | يرتبط الغرناوية بأنواع المتفطرات والبكتيريا هيليكوباكتر بيلوري. |
| انفصام الشخصية             | يرتبط مرض انفصام الشخصية بفيروس البورنا وكذلك بكتيريا أنواع البوريليا. يرتبط انفصام الشخصية أيضًا بالعدوى بفيروس كوكازاكي بي (فيروس معوي)، والذي وجدت إحدى الدراسات أنه يزيد من خطر الإصابة بمرض انفصام الشخصية لدى البالغين. إن التعرض لفيروس الأنفلونزا قبل الولادة في الثلث الأول من الحمل يزيد من خطر الإصابة بالفصام بنسبة 7 أضعاف. |
| مرض الالتهاب الرئوى الحاد  | متلازمة الجهاز التنفسي الحادة الوخيمة هي مرض فيروسي. الجهود لتطوير اللقاح مستمرة. |
| السكتة الدماغية            | ترتبط السكتة الدماغية ببكتيريا الكلاميديا الرئوية وبكتيريا السل والميكوبلازما وفيروس الجدري. |
| مرض بورغر                  | يرتبط مرض بورغر ببكتريا فصيلة الريكتسيا. |
| متلازمة توريت              | ترتبط متلازمة توريت ببكتيريا المكورات. ويمكن أن ترتبط بكتيريا الميكوبلازما والكلاميديا وطفيل التوكسوبلازما جوندي بمتلازمة توريت. |
| التهاب الأوعية الدموية     | يرتبط التهاب الأوعية الدموية بفيروس العوز المناعي البشري، وفيروس البارفوف، وفيروس التهاب الكبد البائي. فيروس التهاب الكبد الوبائي هو سبب ثابت لالتهاب الأوعية الدموية. |

## احصائيات
تشمل الأمراض المرتبطة بالأمراض المعدية العديد من الأمراض المزمنة الأكثر شيوعًا والمكلفة. يمثل علاج الأمراض المزمنة 75% من جميع تكاليف الرعاية الصحية في الولايات المتحدة (بلغت 1.7 تريليون دولار في عام 2009).

## تاريخ
كان أحد الأمثلة الأولى على الدراسة المنهجية لسببية الأمراض أفيسينا، في القرن العاشر. وقد لوحظ تاريخ الإصابة والمرض في ثمانيات القرن التاسع عشر والمتعلقة بأحد الأمراض التي تنقلها القراد، وحمى روكي ماونتن. تم اكتشاف سبب التهاب الدماغ الفيروسي في روسيا بناءً على المجموعات الوبائية للحالات. تم عزل الفيروس المسبب لهذا المرض في عام 1937. تم التعرف على الطفح الجلدي النموذجي لمرض لايم في أوائل القرن العشرين. تاريخيا، كانت بعض الأمراض المزمنة مرتبطة أو مرتبطة مع مسببات الأمراض المعدية.

## روابط خارجية
- Infections in Immunocompetent and Immunocompromised Patients-ncbi